# Хватов, Михаил Емельянович
Михаил Емельянович Хватов (5 декабря 1896 — 13 августа 1970) — советский военачальник, участник Великой Отечественной войны. генерал-майор танковых войск (1945).

## Биография

### Начальная биография
Хватов Михаил Емельянович родился 5 декабря 1896 года в д. Софониха Кадниковского уезда Вологодской губернии (ныне Харовский район Вологодской области) в крестьянской семье. Русский. Окончил 4 класса сельской школы в 1910 году. Работал плотником.
Член ВКП(б) с 1925 года.

### Служба в Русской императорской армии
Служил с октября 1915 по январь 1916 года. Окончил армейскую учебную команду в Ковеле в 1916 году. Присвоено воинское звание унтер-офицера. служил старшим плотником в 49-м отдельном тяжёлом артиллерийском дивизионе.

### Служба в армии
Призван в ряды Красной Армии  в феврале 1919 года - красноармеец 19-го запасного полка (Северный фронт).
С мая 1919 по январь 1920 года - на излечении в госпитале в Вологде. С января по май 1920 года - состоял при 11-м запасном полку в Петрограде. С мая по июль 1920 года в отпуске по болезни.
С июля 1920 года - красноармеец, с ноября 1920 года командир отделения, помощник командира взвода караульной команды на станции Сухона Вологодской губернии. С апреля 1921 года - командир взвода 602-го стрелкового полка ВОХР. С июня 1922 года - командир взвода 155-го стрелкового полка 18-й стрелковой дивизии. С января 1924 года - пом. командира роты, с октября 1924 года - командир стрелковой роты 54-го стрелкового полка 18-й стрелковой дивизии. С октября 1927 года - пом. командира батальона 54-го стрелкового полка 18-й стрелковой дивизии.
С ноября 1929 года - командир роты Нижегородской пехотной школы им. И. В. Сталина. С мая 1931 года - заведующий военным кабинетом Нижегородского химико-технологического института. С августа 1934 года - исполняющий дела военрука Тульского машиностроительного техникума при оружейном заводе. С октября 1936 года - командир батальона 200-го стрелкового полка 67-й стрелковой дивизии (Ленинградский ВО). Участвовал в Гражданской войне в Испании 1936–39. С июня 1937 по сентябрь 1938 года в качестве советника командира полка (дивизии). 16 сентября 1939 года назначен командиром 187-го стрелкового полка 72-й стрелковой дивизии (г. Винница, Киевский ОВО). Участвовал в советско-финляндской войне 1939-40.

### В Великую Отечественную войну
С началом Великой Отечественной войны полк в составе войск Юго-Западного фронта участвовал в приграничном сражении. Попал в окружение и был взят в плен, в котором находился с 11 по 16 августа 1941 года, после чего сумел убежать. С 18 сентября 1941 года - командир 885-го стрелкового полка. Участвовал в Ростовской наступательной операции 1941. 24 ноября 1941 года в боях за город Ростов-на-Дону был ранен и эвакуирован в госпиталь. До марта находился в госпитале в Ессентуках.
С июля 1942 года - заместитель командира, ВРИО командир 199-й стрелковой дивизии. Со 2 августа по 29 ноября 1942 года - командир 32-й мотострелковой бригады. 7 августа 1942 г. был легко ранен в боях за Калач. Но остался в строю. С ноября 1942 по февраль 1943 года находился в госпитале по болезни. Затем короткий период вновь командовал 32-й мотострелковой бригадой. В марте 1943 года был тяжело ранен. Воевал на Воронежском фронте с 7 июня 1943 года, участвовал в битве на Курской дуге. С 28 июня (июля) 1943 года снова командовал 32-й мотострелковой бригадой. С 14 сентября 1943 года воевал на Степном и 2-м Украинском фронте. С 18 января 1945 года - командир 32-й гвардейской механизированной бригады.
С сентября 1945 по декабрь 1946 года - слушатель Академических курсов усовершенствования офицерского состава при Военной академии БТ и МВ им. И. В. Сталина.
С 16 декабря 1946 года назначен Заместителем командира 137-го стрелкового корпуса по БТ и МВ (Дальневосточный ВО). 26.04.1949 года назначен Командующим БТ и МВ 25-й армии (Приморский ВО). Приказом МВС СССР № 0305 от 16.02.1950 года назначен Командующим БТ и МВ 11-й гвардейской армии (г. Калининград, Приморский ВО).
Приказом МО СССР № 01106 от 02.03.1954 года уволен в запас по ст. 59 б с правом ношения военной формы одежды с особыми отличительными знаками на погонах.

## Награды
Награждён орденом Ленина (21.02.1945), пятью орденами Красного Знамени (02.03.1938, 22.02.1944, 19.04.1944, 03.11.1944, 24.06.1948), орденом  Богдана Хмельницкого (28.04.1945), орденом Александра Невского (30.04.1945), орденом Красной Звезды (25.05.1940) и другими. 
В том числе:
- Медаль «За взятие Будапешта» (09.06.1945)
- Медаль «В ознаменование 100-летия со дня рождения Владимира Ильича Ленина» (6 апреля 1970);
- Медаль «За победу над Германией в Великой Отечественной войне 1941—1945 гг.» (09.05.1945);
- Медаль «За освобождение Праги» (09.06.1945);
- Юбилейная медаль «Двадцать лет Победы в Великой Отечественной войне 1941—1945 гг.» (7 мая 1965)
- Юбилейная медаль «30 лет Советской Армии и Флота» (1948);
- Юбилейная медаль «40 лет Вооруженных Сил СССР» (1958);
- Юбилейная медаль «50 лет Вооруженных Сил СССР» (1968);

Иностранные награды:
- Медаль «25 лет освобождения Румынии» (08.1969)
- Юбилейная памятная медаль Освобождения (1970)
- Знак «Гвардия»
- Знак МО СССР «25 лет Победы в Великой Отечественной войне» (24 апреля 1970[2])

## Память
- На могиле установлен надгробный памятник.
- Имя воина увековечено в Главном Храме Вооружённых сил России, и навсегда запечатлено на мемориале «Дорога памяти» [3]